# Wäsabergen
Wäsabergen var en skid- och konferensanläggning belägen vid byn Väsa i Älvdalen, 3,5 mil norr om Mora. 

## Natur
Från toppen av Väsaberget har man utsikt över Österdalälven och den del av den som utgör Myckeln. Man kan även se Mora och Siljan.
Berget är 480 meter högt med en fallhöjd på 250 meter. Den längsta nedfarten var 1 600 meter. Anläggningen hade två stycken skidliftar, en ankarlift och en stollift. Nedfarterna var uppbyggda så att alla backar gick ihop på samma ställe (nere vid restaurangen) vilket gjorde det lämpligt för barnfamiljer.

## Historik
Efter en konkurs är utförsåkningsverksamheten numera avvecklad.

## Aktiviteter
Wäsabergen har länge varit en av de anläggningar som har varit ledande inom att bygga snowboardparker. "Wäsa" blev 2005 framröstad som Sveriges bästa snowpark på den Svenska Skidförbundet-anknutna webbplatsen Dreams.se.
Wäsabergen erbjuder andra aktiviteter också, dels var de först i Sverige att bygga en snowtubing-backe. Snowtubing kan liknas vid innerslang till traktordäck som man åker nerför en specialutformad backe.
- Snöskoter
- Snowbikes
- bastuflotte
- badtunna (på toppen)
- bastukåta (på toppen)

### Sommaraktiviteter
- fyrhjulingar
- lägerskolor
- konferenser
- yxkastning
- backstapling
- teambuilding
- rivertubing